# Ronhuberia
Ronhuberia is een geslacht van kevers uit de familie van de loopkevers (Carabidae). De wetenschappelijke naam van het geslacht is voor het eerst geldig gepubliceerd in 2002 door J.Moravec & Kudrna.

## Soorten
Het geslacht Ronhuberia omvat de volgende soorten:
- Ronhuberia eurytarsipennis (W.Horn, 1905)
- Ronhuberia fernandezi (Cassola, 2000)